# Pauwlipvis
De pauwlipvis (Thalassoma pavo) is een straalvinnige vis uit de familie van de lipvissen (Labridae) en behoort derhalve tot de orde van de baarsachtigen (Perciformes). De vis kan een lengte bereiken van 20 cm. Evenals de regenbooglipvis is deze soort hermafrodiet. Alle vissen beginnen daarbij als vrouwtjes. Mannetjes vertonen puntige uitlopers aan de staartvin. Er bevindt zich op de rug halverwege de rugvin een zwarte stip. Het lichaam is langwerpig met een groenige basiskleur en verticale strepen. Op de kop bevinden zich grillige blauwe of groene strepen. De vis komt in de zomer voor langs rotswanden van de Middellands Zee. In de nacht verbergt hij zich in het zand.